# Equins
Els equins (Equinae) són una subfamília d'èquids amb una presència abundant en el registre fòssil, encara que actualment només tenen un gènere vivent. Després d'una llarga fase de radiació evolutiva, en els últims 6 milions d'anys la taxa d'extinció dels equins s'ha quadruplicat respecte al període anterior, fet que s'ha correlacionat amb un canvi climàtic global. Equus, l'únic grup d'aquesta subfamília que perdura avui en dia, inclou els cavalls, les zebres i els ases.